# GlobalWafers
GlobalWafers és una empresa de fabricació de tecnologia taiwanesa. Són el tercer proveïdor d'oblies de silici més gran del món.
El 2018, Nikkei Àsia va informar sobre problemes extensos de caça furtiva de talent de la Xina als quals s'enfrontava GlobalWafers.
El 2020, GlobalWafers va anunciar el seu intent d'adquisició del proveïdor alemany d'oblies de silici Siltronic.
L'acord per adquirir Siltronic va fracassar el 2022 quan el govern alemany no va aprovar l'acord en el termini requerit.
Després del fracàs del seu intent d'adquisició d'adquisició de Siltronic, GlobalWafers va anunciar que destinarien els més de 3 milions de dòlars destinats a l'adquisició a l'ampliació de la capacitat.
El 2022 van ser el tercer proveïdor d'oblies de silici més gran del món.
GlobalWafers opera a Corea del Sud sota la filial MEMC Korea Co. Una segona fàbrica es va obrir el 2019.